# Compass (川嶋あいの曲)
『compass』（コンパス）は日本のシンガーソングライター・川嶋あいが2007年3月14日に発売した12枚目のシングル。

## 概要
前作『My Love』から約1ヶ月後にリリースされた作品。『ONE PIECE エピソードオブアラバスタ 砂漠の王女と海賊たち』の主題歌である。
通常盤と初回限定盤の2種で発売された。初回限定盤は「compass」のPVが収録されているDVD付き。PV監督は佐久間文人。
初回限定盤のジャケットには『ONE PIECE』のキャラクターたちが描かれている。

## 収録曲
- 全作詞・作曲：川嶋あい

### 通常盤
1. compass
編曲：宗本康兵
東映系アニメ映画『ONE PIECE エピソードオブアラバスタ 砂漠の王女と海賊たち』 主題歌
川嶋は同作で「ビビの召使・メイディ」の声優を担当。これが彼女の声優初挑戦となった。
2. my way
編曲：長澤孝志
ネッツトヨタ石川CMソング
3. uneasy
編曲：enzo
ラジオドラマ『再春館製薬所ドラマスペシャル その日の前に』（MBSラジオ、文化放送）主題歌
このドラマのために書き下ろした曲[2]。また、川嶋は同作品にウエイトレス役で出演している。

### 初回限定盤DVD
1. compass（PV）